# Beat It
"Beat It" je pesem ameriškega pevca Michaela Jacksona, ki je hkrati tudi singl na albumu Thriller. Skladbo je v celoti napisal sam; tako glasbo, besedilo in aranžma. Pomagal mu je njegov koproducent in prijatelj Quincy Jones, ki je sodeloval že pri ustvarjanju njegovega prejšnjega albuma.